# Кепріоара (Клуж)
Кепріоара (рум. Căprioara) — село у повіті Клуж в Румунії. Входить до складу комуни Реча-Крістур.
Село розташоване на відстані 356 км на північний захід від Бухареста, 36 км на північ від Клуж-Напоки.

## Населення
За даними перепису населення 2002 року у селі проживали 156 осіб.
Національний склад населення села:
| Національність | Кількість осіб | Відсоток |
| -------------- | -------------- | -------- |
| румуни         | 132            | 84,6%    |
| цигани         | 20             | 12,8%    |

Рідною мовою назвали:
| Мова      | Кількість осіб | Відсоток |
| --------- | -------------- | -------- |
| румунська | 132            | 84,6%    |
| циганська | 20             | 12,8%    |